# Червоновуха черепаха бразильська
Червоновуха черепаха бразильська (Trachemys adiutrix) — вид черепах з роду Червоновухі черепахи родини Прісноводні черепахи.

## Опис
Загальна довжина карапаксу досягає 25.6 см. Спостерігається статевий диморфізм: самиці більші за самців. Голова вузька. Шия досить довга. Карапакс овальний з низьким кілем. Пластрон масивний, довший за карапакс. Кінцівки наділені розвиненими плавальними перетинками.
Голова чорна зверху з жовтою стрілкою. За очима — широкі жовті смуги. На підборідді і горл присутня Y-подібна жовта мітка. Колір карапаксу коливається від зеленого до оливково—коричневого з орнаментом з великих червоно—помаранчевих плям з темним обідком. Також на щитках є по 2 вузьких помаранчеві поздовжні смуги. Пластрон жовтий з малюнком з широких оливково—сірих ліній.

## Спосіб життя
Полюбляє ставки з піщаним ґрунтом. У дощовий сезон вона багато часу проводить на суші, але у сухий сезон закопується в пісок і засинає. Харчується рибою, ракоподібними, комахами, іноді рослинною їжею.
Самиця відкладає 11—12 яєць із твердою шкарлупою. За сезон буває 2 кладки.

## Розповсюдження
Мешкає у Санта Амаро, Маранао (Бразилія).